# Louis-François Bertin
Pour les articles homonymes, voir Bertin.
 (juillet 2019).
Si vous disposez d'ouvrages ou d'articles de référence ou si vous connaissez des sites web de qualité traitant du thème abordé ici, merci de compléter l'article en donnant les références utiles à sa vérifiabilité et en les liant à la section « Notes et références ».
Louis-François Bertin, dit Bertin l'Aîné, né le 14 décembre 1766 à Paris où il est mort le 13 septembre 1841, est un journaliste et écrivain politique français.

## Biographie
Fils d'un secrétaire d'Étienne François de Choiseul, il devient directeur du Journal des débats, qu'il rachète en 1799 au lendemain du 18 brumaire dans le but de défendre les idées conservatrices. Sous son habile direction, et grâce aux concours d'hommes tels que Joseph Fiévée, Julien Louis Geoffroy, Jean François Joseph Dussault, François-René de Chateaubriand, Charles-Marie de Feletz, Jean François Boissonade de Fontarabie, Conrad Malte-Brun, Hoffmann, Charles Nodier, ce journal obtient aussitôt un immense succès et jouit d'une grande autorité surtout en littérature.
En 1800, suspecté de royalisme, Louis-François Bertin est emprisonné au Temple, puis exilé en 1802 à l'île d'Elbe. Il ne peut rentrer en France qu'en 1805. Puis en 1811, il est dépouillé de sa propriété par décret impérial.
Il reprend la direction du journal en 1814 et y soutient chaudement la cause de la Restauration. En 1815, il accompagne Louis XVIII en Belgique et collabore au Moniteur de Gand. En 1824, à l'instar de Chateaubriand, il retire son soutien au régime du fait d'une politique devenue impopulaire, et le Journal des débats prend dès lors la défense des doctrines constitutionnelles. Après 1830, il se rallie promptement à Louis-Philippe et devient avec son frère Pierre Louis Bertin l'un des plus fermes appuis de la nouvelle monarchie.
Le peintre Ingres a fait son portrait en 1832. Exposé au Salon de 1833, ce portrait est devenu aujourd'hui l'une de ses œuvres les plus célèbres.
En 1804, il acquiert le château des Roches, à Bièvres et organise de 1815 à son décès, en 1841, un salon littéraire où il convie des artistes dont Victor Hugo et sa maîtresse Juliette Drouet, Charles Gounod, Hector Berlioz, Jean-Auguste-Dominique Ingres, Franz Liszt et François-René de Chateaubriand qui réside non loin, à la Vallée-aux-Loups. Ce château est devenu, depuis 1989, la Maison littéraire de Victor Hugo.
Ses deux fils Armand Bertin et Edouard Bertin dirigent successivement le Journal des débats après sa mort. Sa fille Louise Bertin est une poétesse et compositrice de musique.

## Galerie

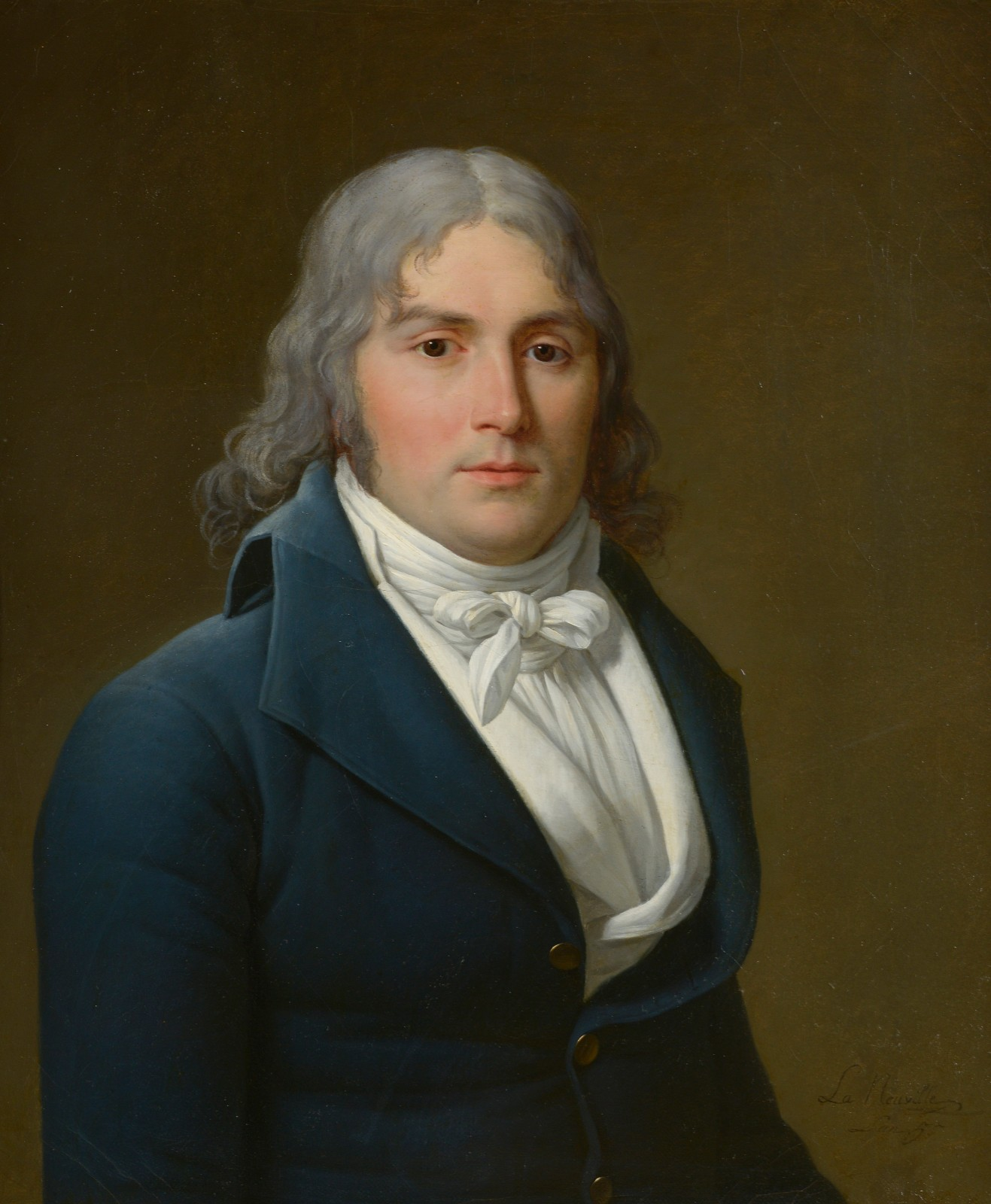
Portrait de Bertin par Jean-Louis Laneuville, 1796-97, Maison de Chateaubriand
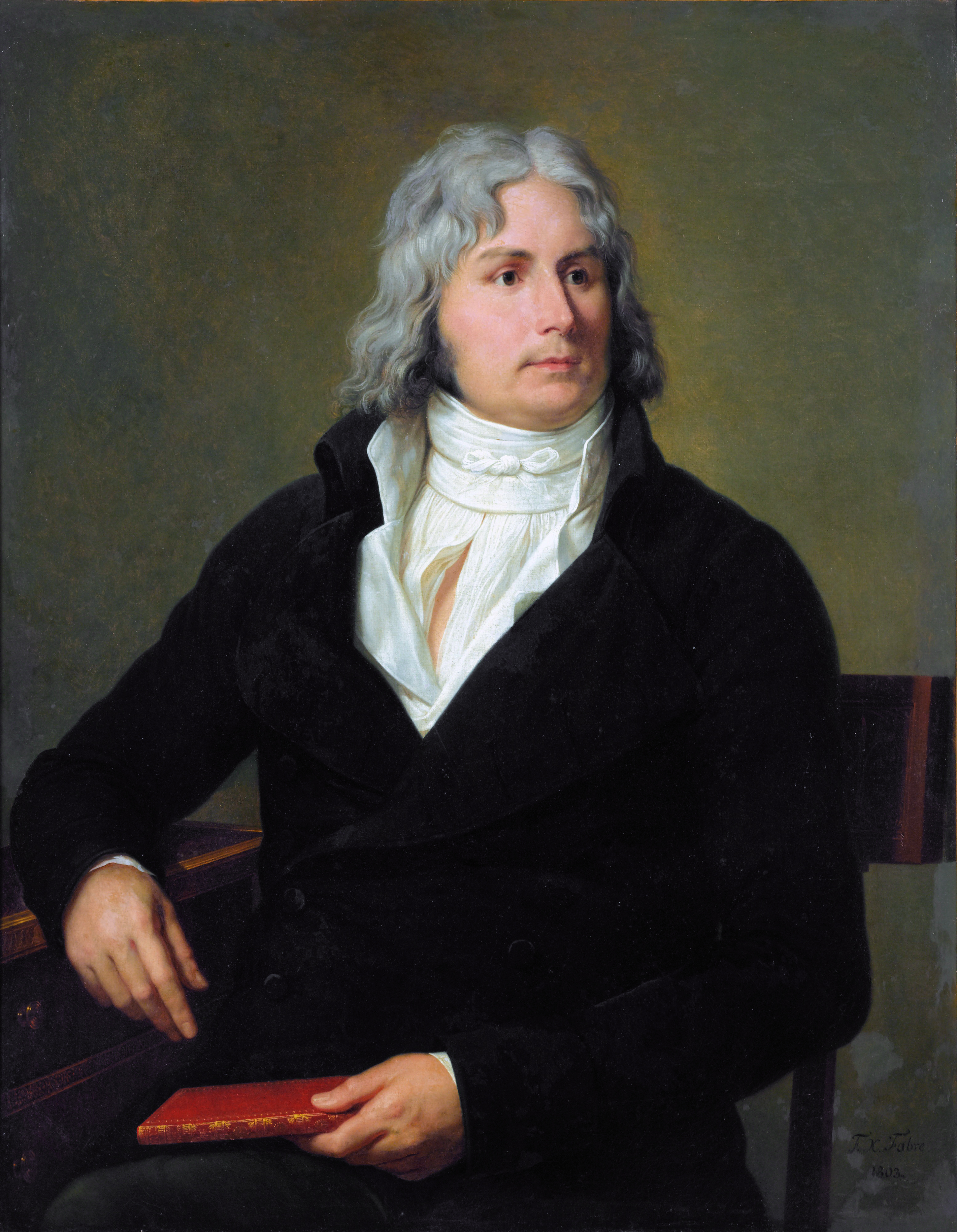
Portrait de Bertin par François-Xavier Fabre, 1803, musée Fabre
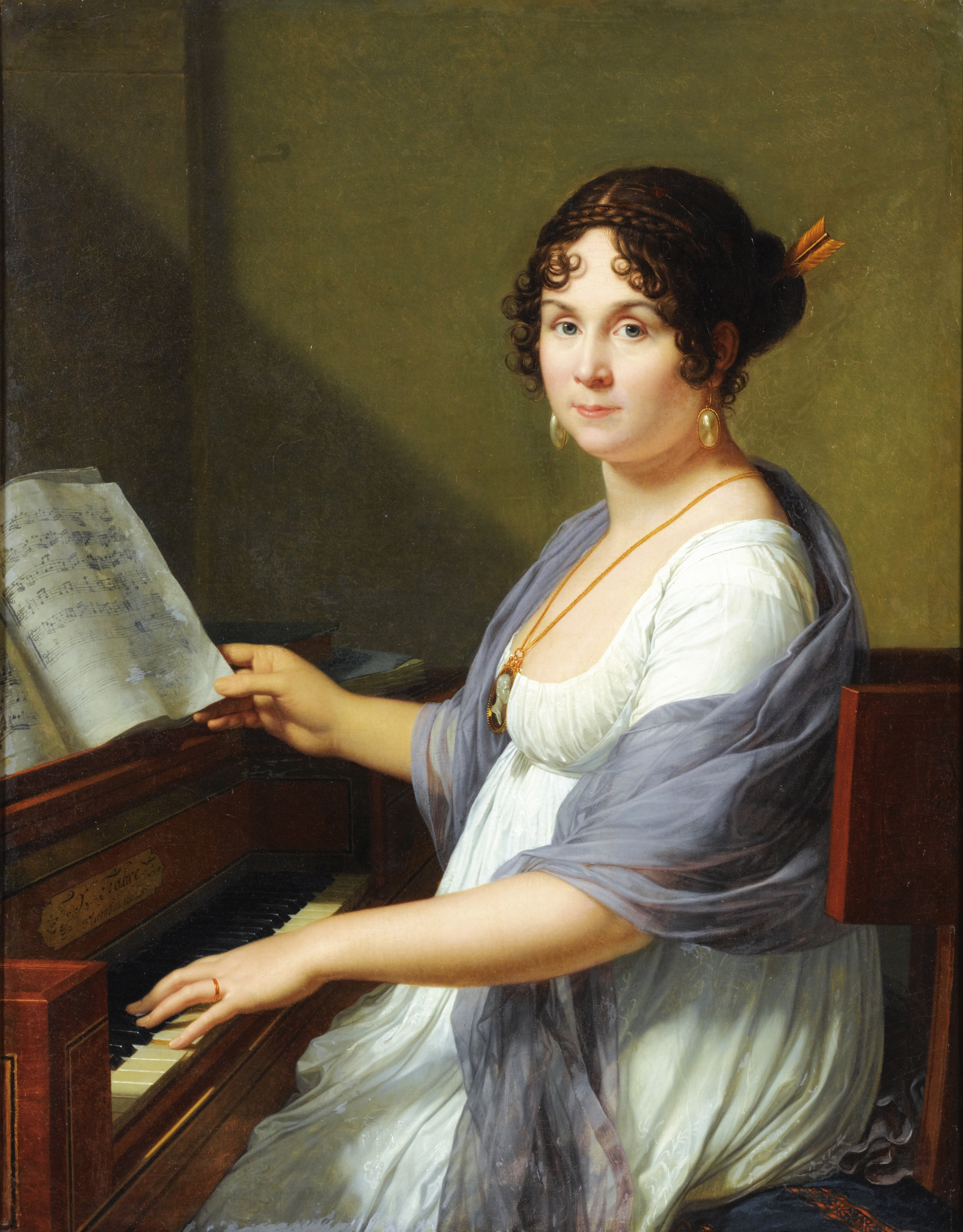
Portrait de son épouse, Geneviève Aimée Victoire Bertin, 1802, par François-Xavier Fabre, musée Fabre
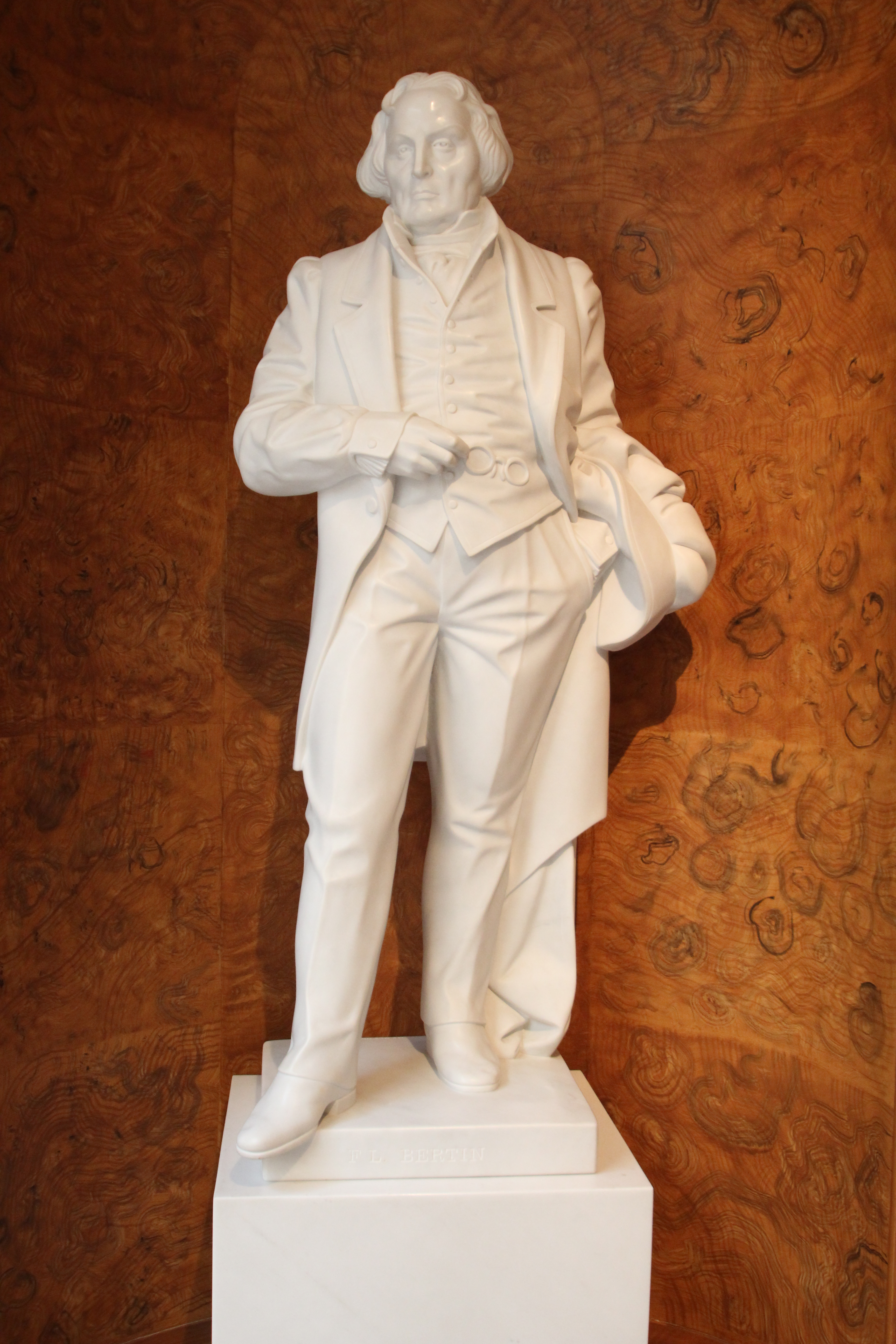
Statue de Louis Bertin l'Aîné située dans le hall du château des Roches à Bièvres.